# Weston by Welland
Weston by Welland es un pueblo y una parroquia civil del distrito de Kettering, en el condado de Northamptonshire (Inglaterra). Tiene una población estimada, a mediados de 2019, de 276 habitantes.

## Demografía
Según el censo de 2001, Weston by Welland tenía 141 habitantes (73 varones y 68 mujeres). 21 (14,89%) de ellos eran menores de 16 años, 108 (76,6%) tenían entre 16 y 74, y 12 (8,51%) eran mayores de 74. La media de edad era de 46,16 años. De los 120 habitantes de 16 o más años, 24 (20%) estaban solteros, 75 (62,5%) casados, y 21 (17,5%) divorciados o viudos. 73 habitantes eran económicamente activos, todos ellos con un empleo. Había 3 hogares sin ocupar y 60 con residentes.
| 229                         | 216 | 220 | 208 | 199 | 198 | - | - | 215 | 177 | 155 | 140 | 162 | 146 | - | 116 | 91 |
| (Fuente: Vision of Britain) |     |     |     |     |     |   |   |     |     |     |     |     |     |   |     |    |